# Afrodromius
Afrodromius is een geslacht van kevers uit de familie van de loopkevers (Carabidae). De wetenschappelijke naam van het geslacht is voor het eerst geldig gepubliceerd in 1958 door Basilewsky.

## Soorten
Het geslacht Afrodromius is monotypisch en omvat slechts de volgende soort:
- Afrodromius indotatus (Peringuey, 1904)